# بیمارستان دولتی متروپولیتن (کالیفرنیا)
بیمارستان دولتی متروپولیتن (به انگلیسی: Metropolitan State Hospital) یک بیمارستان دولتی آمریکایی در تخصص روان‌پزشکی واقع در بلوار ۱۱۴۰۰ نورواک، نورواک، شهرستان لس آنجلس، کالیفرنیا است که در ۱۹۱۳ تأسیس شد.